# Victor-Maurice de Broglie
Cet article possède un paronyme, voir Victor de Broglie.
Pour les articles homonymes, voir Broglie.
Pour les autres membres de la famille, voir Maison de Broglie.
Victor-Maurice, comte de Broglie, né le 12 mars 1647 à Turin, mort le 4 août 1727 à Buhy, est un militaire français, maréchal de France.

## Biographie

### Origines et famille
Né dans la maison de Broglie, une famille noble d’origine piémontaise, fils de François Marie (1611-1656) et d’Angélique de Vassal, comtesse de Favria, il hérite, à la mort de son père, des comtés de Revel et de Broglie, du marquisat de Senonches et reçoit le gouvernement de La Bassée, près de Lille.

### Carrière militaire
Officier de cavalerie à dix-neuf ans, il sert durant la guerre de Hollande sous les ordres de Condé et Turenne et participe aux sièges de Charleroi, Tournai, Lille, Maastricht.
Il se distingue particulièrement, à la tête de ses chevau-légers, à Condé, Seneffe et Maastricht, où un cheval est tué sous lui.
Le 25 février 1677, il est nommé maréchal de camp et le 1er août 1688, lieutenant général des armées du Roi.
En décembre 1688, il est nommé commandant militaire de la province de Languedoc. De juillet 1702 à février 1703, il commande les troupes engagées dans la guerre des Camisards mais Louis XIV croyant d’abord à une révolte sans gravité, il eut beaucoup de peine à obtenir des secours suffisants. Lorsque les événements se précipitèrent, la cour, au lieu d’envoyer des troupes à Broglie, le remplaça par le maréchal de Montrevel (12 mars 1703).
Après avoir été lieutenant général pendant trente-six ans, il est fait maréchal de France par Louis XV le 2 février 1724. Il meurt trois ans plus tard.

### Mariage et descendance
Il épouse, le 29 août 1666, Marie de Lamoignon (1645-1733), fille de Guillaume Ier de Lamoignon, premier président du Parlement de Paris, et de Madeleine Potier. Elle est la petite-fille de            Nicolas IV Potier et la sœur de Nicolas de Lamoignon, intendant du Languedoc de 1685 à 1718. 
De cette union naissent huit enfants :
- Joseph-Hyacinthe de Broglie (1667-1693), tué au siège de Charleroi ;
- Charles-Guillaume, marquis de Broglie (1669-1751), lieutenant général en 1718, qui épouse en 1710 Marie Madeleine Voisin de la Noraye
- Achille-Joseph de Broglie (1670?-1758) ;
- François-Marie de Broglie (1671-1745), maréchal de France, 1er duc de Broglie, marié en 1716 avec Thérèse Gillette Locquet de Grandville (1692-1763), dont postérité ;
- Achille de Broglie (1672-1750), seigneur du Helloy  dit le « chevalier de Broglie », lieutenant-général des armées navales ;
- Charles-Maurice de Broglie (1682-1766), abbé de l'abbaye du Mont Saint-Michel et de l'Abbaye des Vaux de Cernay, dit l'abbé de Broglie ;
- Victor de Broglie (1689-1719) ;
- Marie-Madeleine de Broglie, morte en 1699, mariée à Montpellier en 1696 avec Jean-Mathias Riquet de Bonrepos, comte de Caraman, président à mortier au Parlement de Toulouse (Mirepoix, 20 janvier 1638 - Toulouse, 30 avril 1714). Il était veuf de Claire de Cambolas et se remaria avec Louise de Montaigne. Dont un fils. Ils sont les grands-parents de Victor Maurice de Riquet de Caraman.

### Source
- Ressource relative aux beaux-arts :   - British Museum

Biographie